# Journey to a War
Journey to a War é um livro de viagens em prosa e verso de W. H. Auden e Christopher Isherwood, publicado em 1939.
O livro está dividido em três partes: uma série de poemas de Auden, descrevendo sua jornada para Isherwood e a China em 1938; um "Travel-Diary" de Isherwood (incluindo material elaborado pela primeira vez por Auden) sobre suas viagens na própria China e suas observações sobre a Segunda Guerra Sino-Japonesa; e "In Time of War: A Sonnet Sequence with a Verse Commentary", de Auden, com reflexões sobre o mundo contemporâneo e suas experiências na China. O livro também contém uma seleção de fotografias de Auden.
Auden revisou muitos dos poemas deste livro para suas coleções posteriores; "In Time of War" foi renomeado como "Sonnets from China" (com muitos sonetos originais descartados) e o comentário do verso foi totalmente descartado.